# Podochytrium cornutum
Podochytrium cornutum är en svampart som beskrevs av Sparrow 1951. Podochytrium cornutum ingår i släktet Podochytrium och familjen Chytridiaceae.   Inga underarter finns listade i Catalogue of Life.